# Hamburger Notations-System
Das Hamburger Notations-System, kurz HamNoSys, ist eine Gebärdenschrift. Es wurde an der Universität Hamburg in Tradition der Stokoe Notation entwickelt und ist im Unterschied zum SignWriting eher wissenschaftlich orientiert.
Obwohl HamNoSys von der Stokoe-Notation inspiriert ist, baut es nicht direkt auf ihr auf. Während Stokoe ursprünglich speziell für American Sign Language entwickelt und erst später an andere Gebärdensprachen angepasst wurde, war HamNoSys von Anfang an für ein breiteres Anwendungsspektrum gedacht und wurde mit der Absicht entwickelt, möglichst für alle Gebärdensprachen verwendbar zu sein.
Anders als SignWriting und das Stokoe-System ist es nicht als praktisches Schriftsystem gedacht und wird hauptsächlich verwendet, um die Nuancen eines einzelnen Zeichens zu beschreiben. In dieser Hinsicht ähnelt es eher dem Internationalen Phonetischen Alphabet. Beide Systeme sind für die Verwendung in der Linguistik gedacht und enthalten Details wie Phoneme, die zu langen, komplexen Segmenten führen.
Das HamNoSys ist nicht Teil von Unicode. Die Verarbeitung durch den Computer wird durch den Font HamNoSysUnicode.ttf ermöglicht, der für HamNoSys-spezifische Zeichen die für solche Fälle vorgesehenen Private Use Area verwendet.

## Geschichte
1984 entwarf Siegmund Prillwitz an der Forschungsstelle für die Deutsche Gebärdensprache an der Universität Hamburg das Hamburger Notationssystem, kurz HamNoSys. Er veröffentlichte das HamNoSys aber erst 1987 am Zentrum für Deutsche Gebärdensprache und Kommunikation Gehörloser. Die 1. und 2. Version wurde mit 150 Symbolen für den Apple Macintosh 1987 bzw. 1989 veröffentlicht. 1996 wurde eine 3. Version mit 200 Symbolen veröffentlicht. HamNoSys 4.0 folgte 2001 mit 200 Symbolen bzw. mit Version 4.1 2010 mit 650 Symbolen.

## Verwendung
HamNoSys kann die meisten Gebärdensprachen darstellen, daher wird das Notationssystem international in Forschungskontexten verwendet. Namhafte Universitäten, die mit dem Schriftsystem forschen, sind große Institutionen in Finnland, Australien, Neuseeland, der Schweiz, Polen, Tschechien und Deutschland. Auch in einigen öffentliche Gebärdensprachressourcen wird HamNoSys zur Beschreibung der Grundformen individueller Gebärden genutzt, so zum Beispiel im Öffentlichen DGS-Korpus, dem korpusbasierten Wörterbuch der Polnischen Gebärdensprache und in Dictio.
HamNoSys war auch die Grundlage für die Signing Gesture Mark-up Language (SiGML), eine XML-Notation für die Beschreibung von Gebärdensprachphonetik. SiGML ist gedacht als eine maschinenlesbare phonetische Repräsentation für computerlinguistische Anwendungen, wie zum Beispiel  3D-gerenderte Gebärdenavatare.

## Aufbau
Die aktuelle 4. Version hat mehr als 100 Handformen und insgesamt mehr als 650 Symbole. Dies ist durch Symbolerweiterung in der bestehenden Ordnung entstanden. Hier gibt es 12 Handformklassen und 12 Basishandformen.
Es gibt in dieser Version 12 Basishandformen. Darunter sind die 6, schon aus Version 3 bekannten, offenen Handformen. Zusätzlich gibt es hier 6 Daumenverbindungen (kleine C-Hand, C-Hand, offene F-Hand, kleine O-Hand, Mithand, F-Hand). Des Weiteren wird in die 2 Oberklassen aktive Finger und Daumen-Finger-Oppositionen eingeteilt. Es gibt danach die 12 Klassen „Faust, Ein Finger, Zwei Finger geschlossen, Zwei Finger gespreizt, Flachhand (vier Finger geschlossen), Vier Finger gespreizt, Ein Finger die anderen in Faustposition, Zwei Finger (geschlossen) die anderen in Faustposition, Vier Finger (geschlossen), Vier Finger (gespreizt), Ein Finger die anderen gestreckt (und gespreizt)“. Die Kategorien „Aktive Finger gestreckt, Aktive Finger abgewinkelt, Aktive Finger gebogen, Aktive Finger gekrümmt, Ableitungsbeispiele, Opposition Fingerspitze-Daumenspitze bei gerundeten Fingern, Opposition Fingerspitze-Daumenspitze bei abgewinkelten Fingern, Opposition Fingerspitze-Daumenspitze bei überstreckten Fingerendgelenken, Opposition Fingerspitze-Daumenendgelenk, Opposition Fingerspitze-Daumengrundgelenk, Ableitungsbeispiele“ sind ebenfalls vorhanden. Es gibt außerdem neue Möglichkeiten unregelmäßige Fingerpositionen zu notieren. Im Bereich Lokation und Aktion wurden viele neue Symbole geschaffen und neu klassifiziert.
Die Handstellungen ergeben sich aus den Informationen zu Fingeransatzrichtung und Orientierung der Handinnenfläche sowie der Konfiguration der Hände aus Ausführungsstelle(n) und/oder Angaben zu Kontakt oder Nähe. Der Gebärdenraum ist in die drei Ebenen sagittal, vertikal und horizontal unterteilt. In Version 4 wurde die relative Orientierung eingeführt, sodass nur am Anfang die Handflächenorientierung/Fingeransatzrichtung vermerkt wird, wenn sie sich der Bewegung folgend verändert. Bewegungen sind aufgeteilt in translatorisch, stationär und non-manuell. Die translatorischen Bewegungen werden nochmal in gerade, gewölbt, Schlangen- und Zickzackbewegungen sowie Kreise und Spiralen. Zwischen absoluten und relativen Bewegungen wird auch unterschieden. Die stationären Bewegungen finden innerhalb der Hand statt.
Die Schrift verwendet tiefgestellte und hochgestellte Zeichen sowie Diakritika. In HamNoSys werden fünf Kategorien von Zeichen verwendet, die zusammen ein Zeichen beschreiben. Eine einzelne Gebärde wird durch eine Reihe von Symbolen ausgedrückt, die verschiedene optionale und erforderliche Parameter in der aufgeführten Reihenfolge enthalten:
1. Der Symmetrieoperator (optional) wird normalerweise mit zwei Punkten dargestellt, um anzuzeigen, dass beide Hände zum Ausführen des Zeichens verwendet werden, oder um anzugeben, ob die nicht dominante Hand verwendet wird.
2. Der Non-Manual Marker (NMM), für nonmanuelle Parameter, ist ein optionaler Parameter zur Symbolisierung jeglicher Gesichts- oder Stimmaktionen, die bei der Verwendung des Zeichens auftreten, z. B. das Schmollen der Lippen oder das Hochziehen der Augenbrauen.

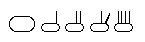
Verschiedene Symbole für Handformen mit geschlossenen Fäusten und ausgestreckten Fingern

3. Verschiedene Symbole für Handformen mit geschlossenen Fäusten und ausgestreckten FingernDie Handform beschreibt die Form der Hand, zum Beispiel wie viele Finger ausgestreckt werden sollen, in welchem Ausmaß sie gebeugt werden sollen und wo sich der Daumen befindet. Die am häufigsten in dieser Kategorie verwendeten Symbole enthalten ein Oval mit Linien, um ausgestreckte Finger zu symbolisieren, gekrümmte Linien, um zu beschreiben, wie die Finger gebeugt werden sollen (mit den entsprechenden Zahlen 1–5, um anzuzeigen, welcher Finger), und Markierungen oder Unterbrechungen innerhalb des Ovals können den Abstand zwischen den Fingern und der Handfläche symbolisieren.
4. Die Handausrichtung (Handstellung) ist ebenfalls Teil desselben Abschnitts wie die Handform. Diese zeigen beispielsweise die Handflächenausrichtung oder die Richtung, in die die ausgestreckten Finger zeigen. Bei der Diskussion der Handflächenausrichtung umfassen die Symbole schmale Ovale mit einer dicken Seite, die in verschiedene Richtungen zeigt, in Kombination mit kleinen Karotten, die bestimmte oder fortgeschrittenere Winkel signalisieren und auf etwas anderes zeigen.
5. Die Handposition (Ausführungsstelle) beschreibt, wo sich die Hand beim Gebärden im Verhältnis zum Körper befindet. Manche Gebärden befinden sich vor dem Brustbein oder den Schultern, andere am Kinn oder an der Schläfe. Mithilfe von Symbolen, die oft wie die beschriebenen Körperteile aussehen, werden die Positionen durch ein schwarzes Quadrat markiert, das in der Ausrichtung des Merkmals platziert ist. Zusammen mit der Handform und Handausrichtung bildet es die Anfangskonfiguration.[16]
6. Die Bewegung (Aktionen, optional) bezeichnet jede Bewegung in den Symbolen, wie z. B. einen Finger, der nach oben und dann nach unten zeigt, oder ein Zeichen, das sich vom Brustbein von links nach rechts bewegt. Diese sind oft komplex und verwenden Symbole, die denen in der Handausrichtung mit Pfeilen ähneln, mit Linien, die gerade, wellenförmige oder kreisförmige Bewegungen symbolisieren können. Es gibt auch Zeichen wie Klammern, um aufeinanderfolgende oder einheitliche Bewegungen zu trennen.

## Unterschied zu SignWriting
SignWriting und HamNoSys sind sich in ihrem Grundkonzept zur Verschriftlichung mit Symbolen sehr ähnlich. Für beide Gebärdenschriften haben sich aber für die einzelnen Parameter unterschiedliche Symbole herausgebildet. Das HamNoSys wird zu dem eher diakritisch hintereinander von links nach rechts geschrieben. Es ist also nicht so kompakt holistisch wie SignWriting. Ursprünglich ist das HamNoSys für die internationale Linguistik gedacht gewesen. SignWriting war dagegen schon immer für die internationale Allgemeinheit gedacht.
Die Glossentranskription ist hier außen vor und kann man eher als eine grobe Übersetzung in eine Lautsprache mit Schriftsystem sehen.